# Renae
Renae ist als eine englische Variante von Renée ein insbesondere in den USA vorkommender weiblicher Vorname.

## Bekannte Namensträgerinnen
- Teena Renae Brandon (Brandon Teena; 1972–1993), US-amerikanisches Mordopfer
- Renae Cuéllar (* 1990), mexikanisch-US-amerikanische Fußballspielerin
- Alyson Renae Michalka (* 1989), US-amerikanische Schauspielerin und Sängerin